# 劉洙 (正德進士)
劉洙（1475年—？年），字道源，號三貞，雲南臨安衛官籍。

## 生平
治《詩經》，行五，由國子生中式戊午科（1498年）雲南鄉試第四十五名舉人，年三十四歲中式正德三年（1508年）戊辰科會試第二百七名，第三甲第一百三十一名進士。四年六月授刑科試给事中，令练习一年乃实授。復除户科给事中，十二年正月升刑科右，十三年四月升户科左，十四年五月升刑科都给事中，在諫垣十三年，以蹇諤著名。

## 家族
曾祖劉玹。祖父劉容。父劉鉞。母王氏。具庆下，兄溥、濟、渭、浚、弟劉洵（贡士）、劉湘。